# Boogie Wings
Boogie Wings (ザ・グレイト・ラグタイムショー?, The Great Ragtime Show) è un videogioco arcade del 1992 sviluppato da Data East.

## Modalità di gioco
Boogie Wings è uno sparatutto a scorrimento in cui il giocatore controlla un biplano dotato di un gancio in grado di recuperare oggetti e di lanciarli contro i nemici. In seguito alla distruzione dell'aereo, il pilota potrà continuare ad affrontare gli avversari a piedi o utilizzando un altro veicolo.